# Čukurovac
Čukurovac (en serbe cyrillique : Чукуровац) est un village de Serbie situé dans la municipalité d'Aleksinac, district de Nišava. Au recensement de 2011, il comptait 80 habitants.

## Démographie
| 1948 | 1953 | 1961 | 1971 | 1981 | 1991 | 2002 | 2011 |
| ---- | ---- | ---- | ---- | ---- | ---- | ---- | ---- |
| 488  | 327  | 288  | 229  | 201  | 168  | 122  | 80   |

|  |